# 山口公久
山口 公久（やまぐち こうきゅう、1928年（昭和3年）1月11日 - 2011年（平成23年）11月26日）は、日本の政治家。栃木県矢板市長（4期）。栃木県議会議員（4期）。

## 来歴
栃木県出身。1945年、栃木県立矢板農学校（現・栃木県立矢板高等学校）卒。1951年、泉村（のち矢板町、現・矢板市）農業委員に選ばれ、1955年に矢板町と合併後も矢板町農業委員となる（市制施行後も農業委員を継続した）。同年、矢板町議会議員になり、1958年、矢板市施行により市議会議員となる。同市議会副議長、議長を務め、1967年に栃木県議会議員に当選、自由民主党の会派に所属し、4期務め、同県議会副議長、議長を務めた。
1982年、矢板市長に初当選。1986年に再選。1988年1月に矢板市の公共工事に関する汚職事件で逮捕され、一度市長を辞職。同年7月宇都宮地裁で懲役2年、執行猶予3年、追徴金200万円の有罪判決を受けた。
その後1996年に市長に復帰。復帰後は市長を2期務め、2004年に退任した。このほか、山口油店取締役会長、関東ホンダモーター販売代表取締役を務めた。
2011年に83歳で死去した。